# Awash Fentale
Awash Fentale je jedna od 31 worede u regiji Afar u Etiopiji. Predstavlja dio Upravne zone 3. Awash Fentale graniči na jugu s regijom Oromia, na zapadu s regijom Amhara, na sjeveru s Dulechom, a na istoku s Amibarom. Gradovi u Awash Fentale uključuju Awash Sebat Kilo i Sabure.
Velik dio ove worede zauzima Nacionalni park Avaš.
Prema podacima objavljenim godine 2005. od strane Središnje statističke agencije, ova woreda je imala približno 24.970 stanovnika, od čega su 11.909 bili muškarci, a 13,061 žene; 12.684 ili 50,80% stanovnika su bili urbano stanovništvo, daleko više od prosjeka zone koji iznosi 27,8%. Informacije o površini Awash Fentale nisu poznati pa se ne može izračunati gustoća stanovništva.